# Lâu đài Kaltenberg

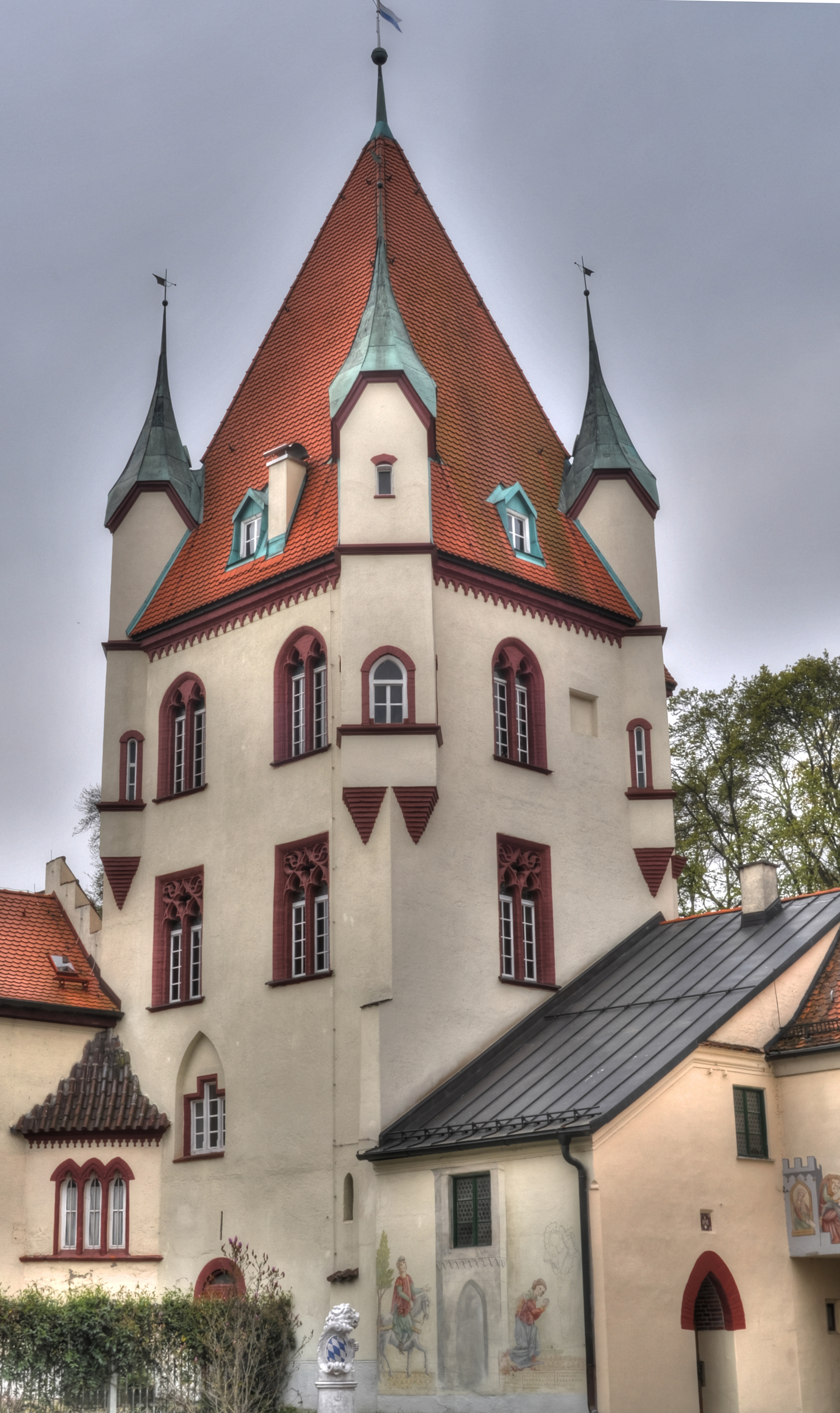
Tháp của lâu đài Kaltenberg

Lâu đài Kaltenberg là một lâu đài ở xã Geltendorf in Thượng Bayern, Đức. Lâu đài được xây 1292 và bây giờ đang thuộc sở hữu của vương tử Luitpold von Bayern, cháu chắt của vua Bayern cuối cùng Ludwig III.

## Lịch sử
- 1292 lâu đài được xây bởi Rudolf I, Duke of Bavaria
- 1320 lâu đài bị phá hủy do tranh chấp gia đình
- 1425 lâu đài được xây lại bởi Peter Rehlinger
- 1468 bán cho nhà Hundt zu Lautterbach
- 1514 sử gia Wiguläus Hundt sinh ra trong lâu đài này
- 1612 được giao cho Dòng Tên
- 1633 trong  chiến tranh 30 năm người Thụy Điển đã phá hủy lâu đài này
- 1781 Dòng Chiến sĩ Toàn quyền Malta mua lại
- 1870 một hãng bia được thành lập, lâu đài được sửa sang theo kiểu neo-Gothic mà vẫn tồn tại đến ngày nay.
- 1900 họa sĩ Lorenzo Quaglio  mua lại. Quaglio sinh sống ở đây và đã vẽ nhiều bức tranh về lâu đài cũng như phong cảnh chung quanh. Anh em của Lorenzo,Domenico, là kiến trúc sư của lâu đài Neuschwanstein nổi tiếng.
- Khoảng 1920 hãng bia trong lâu đài nhập vào hiệp hội hãng bia Union ở München, thuộc quyền sở hữu của Josef Schülein. Trong chiến tranh, gia đình ông ta trốn chạy sang  America nhưng đã trở lại 1948 và lấy lại tái sản của họ.
- 1955 những người thừa kế Schulein bán lại lâu đài cho Công chúa Irmingard của Bayern (1923–2010), mẹ của hoàng tử Luitpold.

## Lâu đài ngày nay

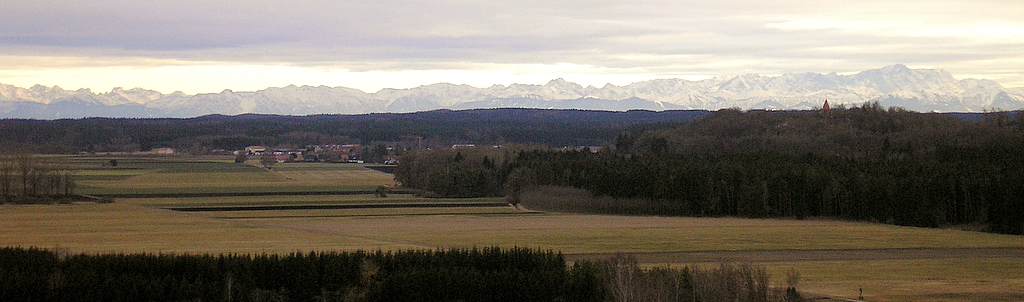
Tháp lâu đài Kaltenberg (phải) trước dãy núi Alps

Từ năm 1870 một phần của  Hãng bia König Ludwig tọa lạc trong lâu đài Kaltenberg. Hơn 100.000 hecta lít bia được sản xuất ở đó, chiếm khoảng một phần tư đến một phần ba tổng sản lượng của công ty. Hoàng tử Luitpold của Bayern, Giám đốc điều hành của nhà máy bia, và gia đình của ông hiện đang cư trú trong lâu đài. Lâu đài cũng cung cấp một phòng khiêu vũ cho các sự kiện cũng như hai nhà hàng. Lâu đài cũng là nơi tổ chức giải đấu của các hiệp sĩ thu hút hơn 10.000 du khách.